# Блок Леонида Черновецкого
Блок Леони́да Чернове́цкого — региональное политическое объединение на Украине объединявшее сторонников предпринимателя и политика Леонида Черновецкого, который избирался городским головой Киева в 2006 и 2008 годах. На выборах 2006 и 2008 года в Киевский городской совет партия смогла пройти избирательные барьеры, но осенью 2011 года фракция самораспустилась, а её депутаты стали внефракционными.

## Блок Черновецкого после выборов 2006 года
На выборах в Киевский городской совет 26 марта 2006 года за блок Леонида Черновецкого проголосовало 12,93% избирателей, что дало политической силе 21 мандат и второе место по итогам голосования. К декабрю фракция являлась основой большинства сторонников городского головы в Киевсовете (Киевраде), в которое входили также фракции Партии регионов и «Гражданского актива Киева», депутатская группа «Громадськый захыснык» и почти полностью — фракции Киевской организации Соцпартии, Народного блока Литвина и депутатской группы «Столичные реформы»). Во фракцию Блока входили сын Черновецкого Степан, а также зять городского головы Вячеслав Супруненко и старший брат зятя Александр. Оппозицию городскому голове составили три фракции — Блока Юлии Тимошенко (БЮТ), «Нашей Украины» и Блока Виталия Кличко, а также несколько депутатов из других фракций, которые заявили о создании межфракционного объединения «Демократический Киев».

## Блок после выборов 2008 года
Программа Блока на выборах 2008 года включала:
- честную и контролируемую власть профессионалов;
- каждому району, улице и дому — представителя Блока, которого жители будут знать в лицо;
- каждому киевлянину право участия в делении городского бюджета, решения вопроса строительства и деления социального жилья, стабильные и доступные цены на продукты питания и лекарства;
- пенсионерам и инвалидам — целевые доплаты к пенсиям, почёт и участие в решении их проблем;
- работникам медицинской, образовательной отраслей, работникам социальных служб и других бюджетных и коммунальных учреждений достойны доплаты к зарплате, возможность получить собственное жильё;
- молодым — обеспечение доступа к образованию, трудоустройству, возможностям получить жильё;
- киевскому жилищно-коммунальному хозяйству — полную инвентаризацию и реконструкцию с целью обеспечения достойных условий жизни киевлян;
- киевскому обществу — избранную народом муниципальную милицию, которая обеспечит порядок;
- каждому, кто нуждается в юридической помощи — бесплатные консультации в общественных приёмных Блока.

На выборах 25 мая 2008 года от Блока Леонида Черновецкого, набравшего 30,12 % голосов принявших участие в выборах граждан, в Киевраду прошли 43 депутата.
Сразу же после своего избрания Анатолий Голубченко (на тот момент первый заместитель председателя Киевской городской государственной администрации), Денис Басс (также первый заместитель председателя КГГА), Ирэна Кильчицая (зампред КГГА) и Александр Луцкий (первый замначальник Главного управления земельных ресурсов КГГА) отказались от депутатских мандатов, оставшись работать в Киевской городской администрации. Леонид Черновецкий также отказался от мандата депутата, поскольку был избран киевским городским головой.
По данным УНИАН среди членов Блока есть родственники влиятельных политиков Украины. Андрей Заяц — родственник народного депутата от Партии регионов Вячеслава Супруненко; Сергей Березенко, бывший гендиректор «Украинской буровой компании» — племянник народного депутата от НУНС и лидера партии «Собор» Анатолия Матвиенко; Степан Черновецкий — сын Леонида Михайловича; Виктор Гринюк, председатель совета директоров «Промэнергоэкспорт», — муж Инги Айвазовой (младшая сестра супруги городского головы).
В Киевраде Блок Черновецкого возглавили Д. Комарницкий и А. Шлапак. Представитель Блока — Олесь Довгий был избран секретарём Киеврады; за его избрание голосовали также фракции Партии регионов, Гражданского актива Киева и несколько депутатов других фракций.

### Исход депутатов и самороспуск (2011 год)
28 апреля 2011 года 17 депутатов блока Черновецкого вышли из своей фракции, и кроме члена Партии регионов (ПР) Виталия Журавского, примкнувшего к фракции ПР, заявили о своем внефракционном статусе. По оценке главы правления Центра прикладных политических исследований "Пента" Владимира Фесенко, Черновецкого покинули люди, привыкшие ориентироваться на власть. Наверняка они при этом получили определенные сигналы из Киевской госадминистрации, и теперь они будут оказывать ей поддержку. Вместе с тем, в покинутой фракции осталось 25 депутатов.
22 сентября 2011 года фракция Блока Леонида Черновецкого в Киевсовете прекратила своё существование путём самороспуска. Документ подписали 16 депутатов из 20 входивших в блок, которые теперь призвали считать себя внефракционными.